# Nacional Atlético Clube (Cabedelo)
Nacional Atlético Clube é uma agremiação esportiva de Cabedelo, no estado da Paraíba, fundada a 21 de abril de 1973.

## História
Disputou seu primeiro Campeonato Paraibano da primeira divisão em 1975. Em abril de 1979, na partida contra o Treze, o Nacional sofreu uma goleada de 13 a 0 (destes gols, 9 foram do atacante Adelino, falecido em 2017), a segunda maior da história da competição (menor apenas que os 15 a 0 do Galo da Borborema contra o Sport de João Pessoa, em 1941). [carece de fontes?]
Participaria do Campeonato até 1992, quando foi rebaixado juntamente com o Santos. Os 2 clubes voltariam ao escalão principal do futebol paraibano em 1997, respectivamente, como campeão e vice da segunda divisão. O Nacional figurou na lanterna, com apenas 9 pontos, e caiu novamente. Ficou de fora por 5 anos do futebol profissional, regressando em 2004 e conquistando seu primeiro - e único - título, ao derrotar a Perilima em uma segunda divisão esvaziada, uma vez que estes foram os únicos times que se inscreveram.[carece de fontes?]
Em 2005, ficou em sétimo lugar e, no ano seguinte, amargou um novo rebaixamento para a segunda divisão estadual, que no entanto, não chegaria a disputar. Atualmente, o clube disputa o campeonato municipal de futebol amador. Seu estádio, o Francisco Figueiredo de Lima, possui capacidade para 5 mil lugares.[carece de fontes?]

## Rivalidade
Seu principal rival é o Miramar, que disputa a terceira divisão do Campeonato Paraibano, entretanto jamais se enfrentaram em competições profissionais.[carece de fontes?]

## Títulos
| Estaduais | Estaduais                              | Estaduais | Estaduais  |
|           | Competição                             | Títulos   | Temporadas |
| --------- | -------------------------------------- | --------- | ---------- |
|           | Campeonato Paraibano - Segunda Divisão | 1         | 2004       |

 Campeão invicto

### Campanhas de destaque
- Vice-Campeonato Paraibano da Segunda Divisão: 1996;